# David Lago
David Scott Lago (* 18. Januar 1979 in Downey, Kalifornien) ist ein US-amerikanischer Schauspieler. Er wurde vor allem durch seine Rollen in Eine himmlische Familie und Schatten der Leidenschaft bekannt.

## Leben
David Lago war 2000, 2001, 2003 und 2004 für den Daytime Emmy Award nominiert. 2005 gewann er ihn schließlich auch. Allerdings hatte er keine Dankesrede vorbereitet und so zitierte er die Geschichte von zwei Mäusen, die in einen Eimer Sahne fallen, aus Catch Me If You Can. Zudem gewann er 2000 einen Young Artist Award in der Kategorie Best Performance in a Soap Opera – Young Actor, ebenfalls für seine Rolle in Schatten der Leidenschaft.
Mit 16 Jahren war Lago zum ersten Mal im Fernsehen zu sehen und zwar in einer Werbung für Skittles. Neben der Schauspielerei ist Lago Schlagzeuger in der Band Killing Darla. Außerdem war er in den Musikvideos Enough von Gravity Kills und La Familia von Frost zu sehen.
Privat war Lago eine Zeit lang (2003) mit seiner Schauspielpartnerin Alexis Thorpe liiert, die beiden sind weiterhin gute Freunde. Sein älterer Bruder Willy arbeitete als Nebendarsteller bei Schatten der Leidenschaft.

## Filmografie (Auswahl)
- 1997: Dangerous Minds – Eine Klasse für sich (Dangerous Minds), Folge 1.12
- 1997: Eine starke Familie (Step by Step), Folge 6.22
- 1999: Pacific Blue – Die Strandpolizei (Pacific Blue), Folge 4.16
- 1999: Redemption High
- 1999–2004: Schatten der Leidenschaft (The Young and the Restless)
- 2001: Hollywood Safari
- 2001/2002: Eine himmlische Familie (7th Heaven)
- 2005: A Couple of Days and Nights
- 2005: Artistic License
- 2006: Dead in the Water
- 2007: Obsidere
- 2007: Patterns
- 2008: Hollywood Horror
- 2015: Apokalypse Los Angeles (LA Apocalypse)